# Mollalar (Alimedetli, Agdam)
Mollalar est un village situé dans le raion d'Agdam en Azerbaïdjan.

## Géographie
Le village est situé dans la circonscription territoriale administrative Alimedetli, à 12 km au nord-ouest d'Agdam.

## Histoire
Lors de la première guerre du Haut-Karabagh, le village est occupé par les forces arméniennes à partir du 15 juin 1993. Rebaptisé Nor Aygestan (arménien : Նոր Այգեստան), il est intégré à la région de Martakert au sein de la république du Haut-Karabagh. Il est repris en 2020 par les forces azerbaïdjanaises, à l'issue de la défaite arménienne dans la deuxième guerre du Haut-Karabagh. Conformément à l'accord de cessez-le-feu, le raion d'Agdam, auquel appartient le village, est restitué à l'Azerbaïdjan le 20 novembre.

## Démographie
La population s'élevait à 321 habitants en 2005 et à 281 en 2015.